# Пикаро

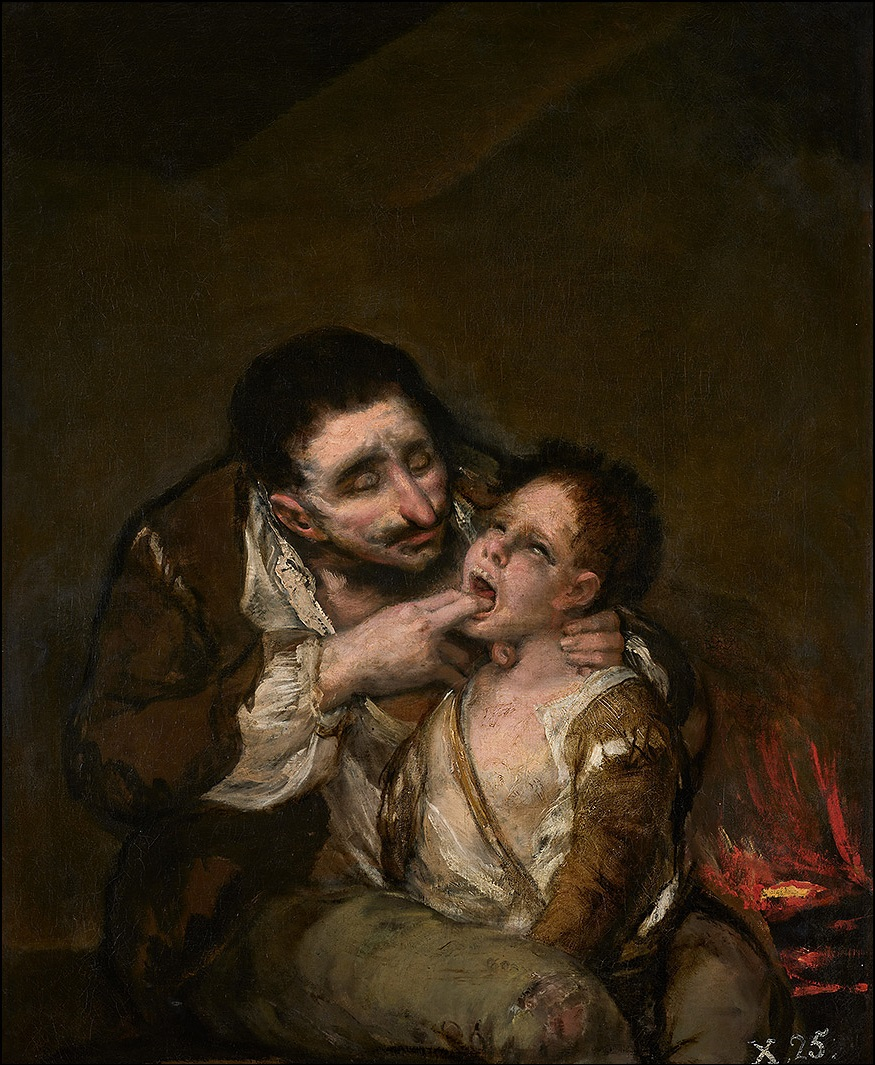
Гойя. Ласарильо с Тормеса.

Пи́каро (исп. pícaro — плут, мошенник, лукавец, хитрец) — социальный и литературный типаж, главный герой плутовского романа. Примеры пикаро — Фигаро, Швейк, Остап Бендер. По характеристике М. М. Бахтина, пикаро
присуща своеобразная особенность и право — быть чужими в этом мире: ни с одним из существующих жизненных положений этого мира они не солидаризируются, ни одно их не устраивает, они видят изнанку и ложь каждого положения.

## Происхождение

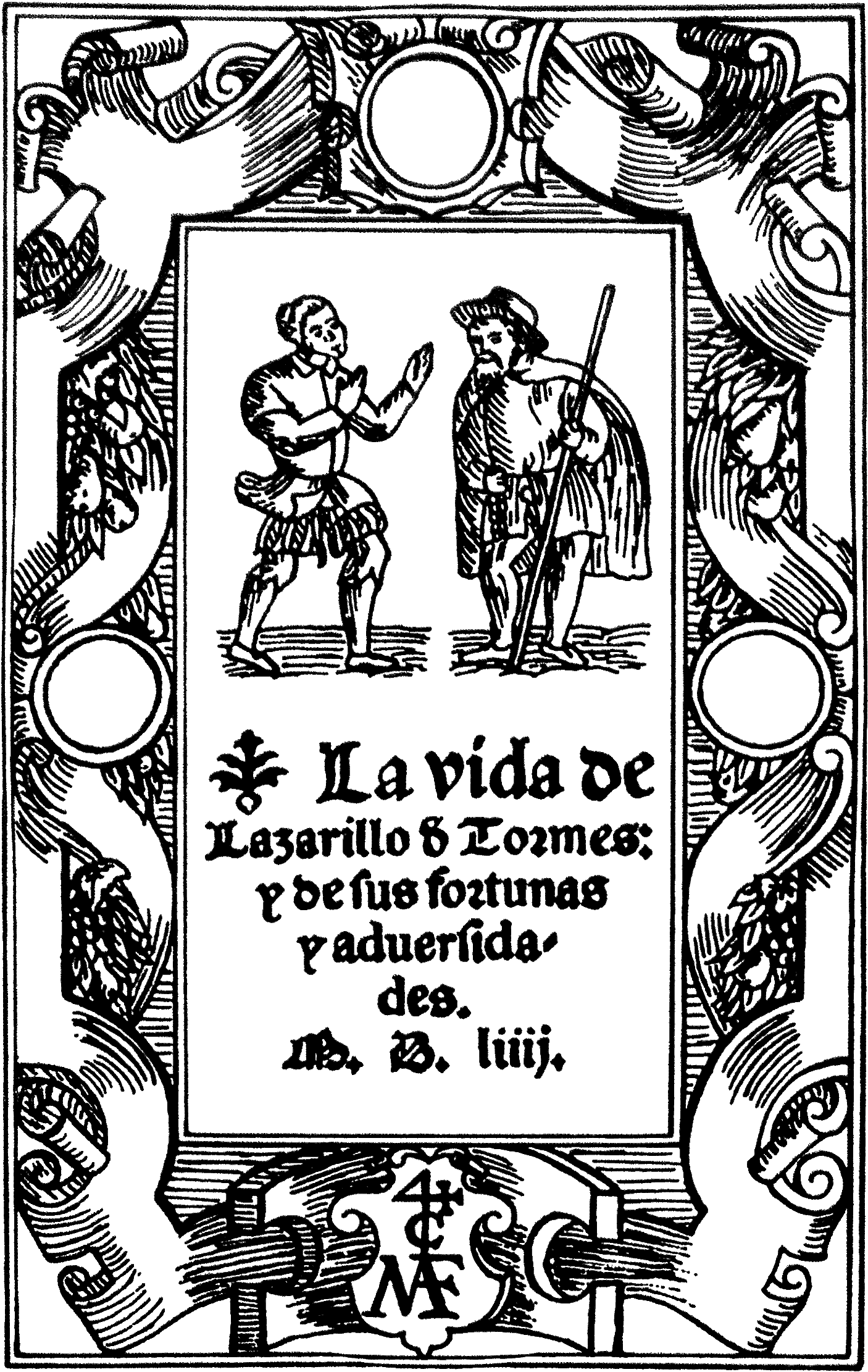
Обложка «Ласарильо»

По некоторым данным, слово произошло от названия французской провинции Пикардия, откуда в Испанию проникали бродяги. По другим, оно связано с испанским словом picar — «щипать, отщипывать».
Появлению в литературе пикаро предшествует галерея трикстеров, обманщиков и пройдох (герои Плавта, Петрония, Лукиана, Боккаччо, Пульчи). Есть мнение, что первым пикаро можно считать Панурга из романа Рабле «Гаргантюа и Пантагрюэль» (хотя Панургу недостаёт враждебных отношений с обществом, характерных для классических пикаро).

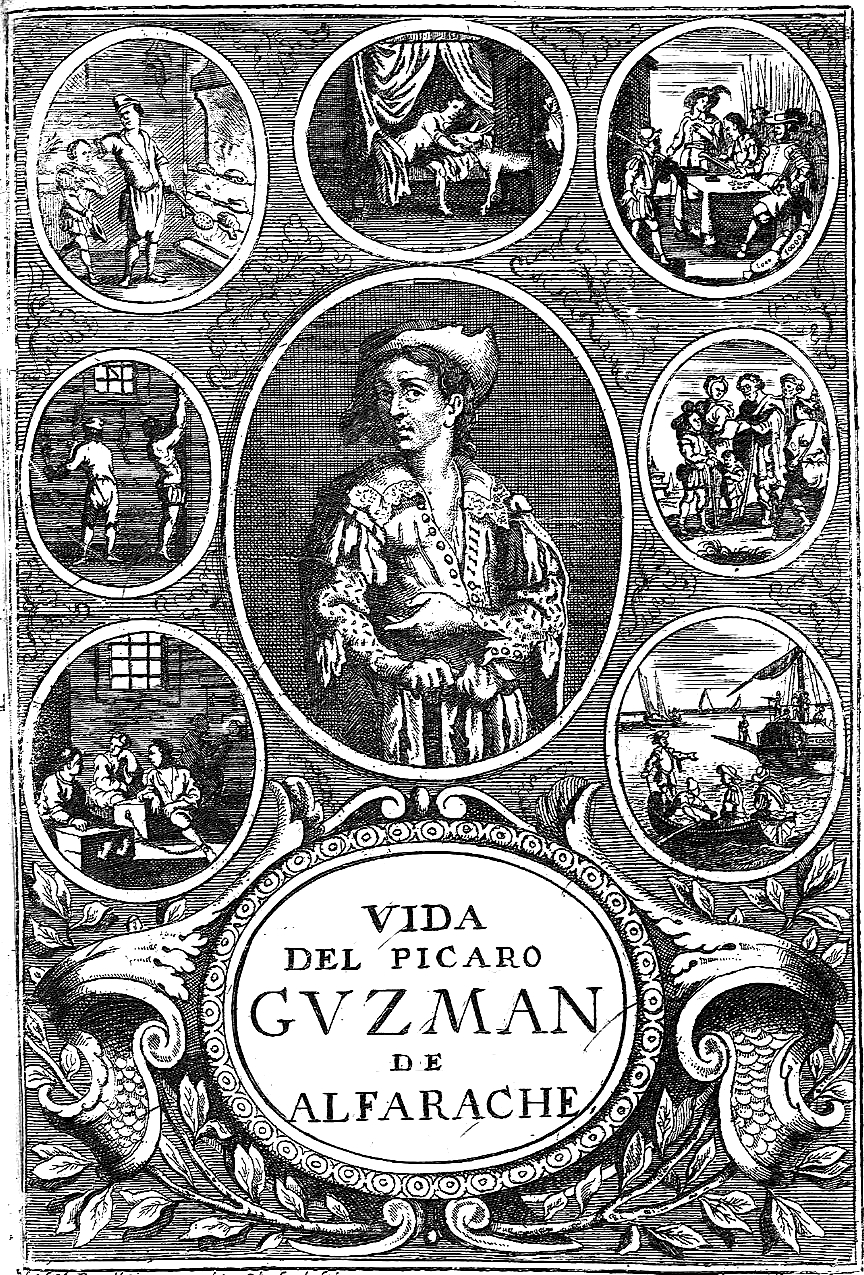
Обложка «Гусмана»

В XVI веке в Европе распространяется бродяжничество. Особенно сильно это явление затрагивает Испанию, в которой нерациональное использование доходов от колоний в Новом Свете приводит к экономической стагнации, безработице, инфляции, обнищанию дворянства, «ложной урбанизации». Одновременно легенды о лёгкой добыче воспитывают в испанцах презрение к производительному труду, склонность к пустым мечтам о личном обогащении. Вследствие этого ряды люмпенов пополнялись бросившими учёбу студентами, оставившими службу солдатами и т. д.

## Особенности
Пикаро — человек без определённого места жительства, отличающийся аморальностью и предприимчивостью. К бездомной и мошеннической жизни его толкают социальные обстоятельства (в более поздних романах появляются «плуты по призванию», для которых она становится средством достижения социальной свободы).
Все общественные идеалы и установки претерпевают в душе пикаро искажение. Это касается его представлений о чести, труде, любви и т. д. Для пикаро характерны пессимизм и насмешливое отношение к другим людям, которое помогает ему справиться с угрызениями собственной совести, а также индивидуализм, сочетающийся с согласием с «правилами игры», установленными «сверху».
Вопрос об отношениях пикаро с властью является дискуссионным. Советские исследователи находили в пикаресках (произведениях о пикаро) следы социального протеста, современные полагают, что в то время «процесс десакрализации персоны короля только обозначился». Гюнтер Грасс в своей Нобелевской лекции отмечал, что пикаро «мочится на столпы власти, расшатывает их, но вместе с тем знает, что ни разрушить святилище, ни опрокинуть трон он не в силах».

## Известные пикарески

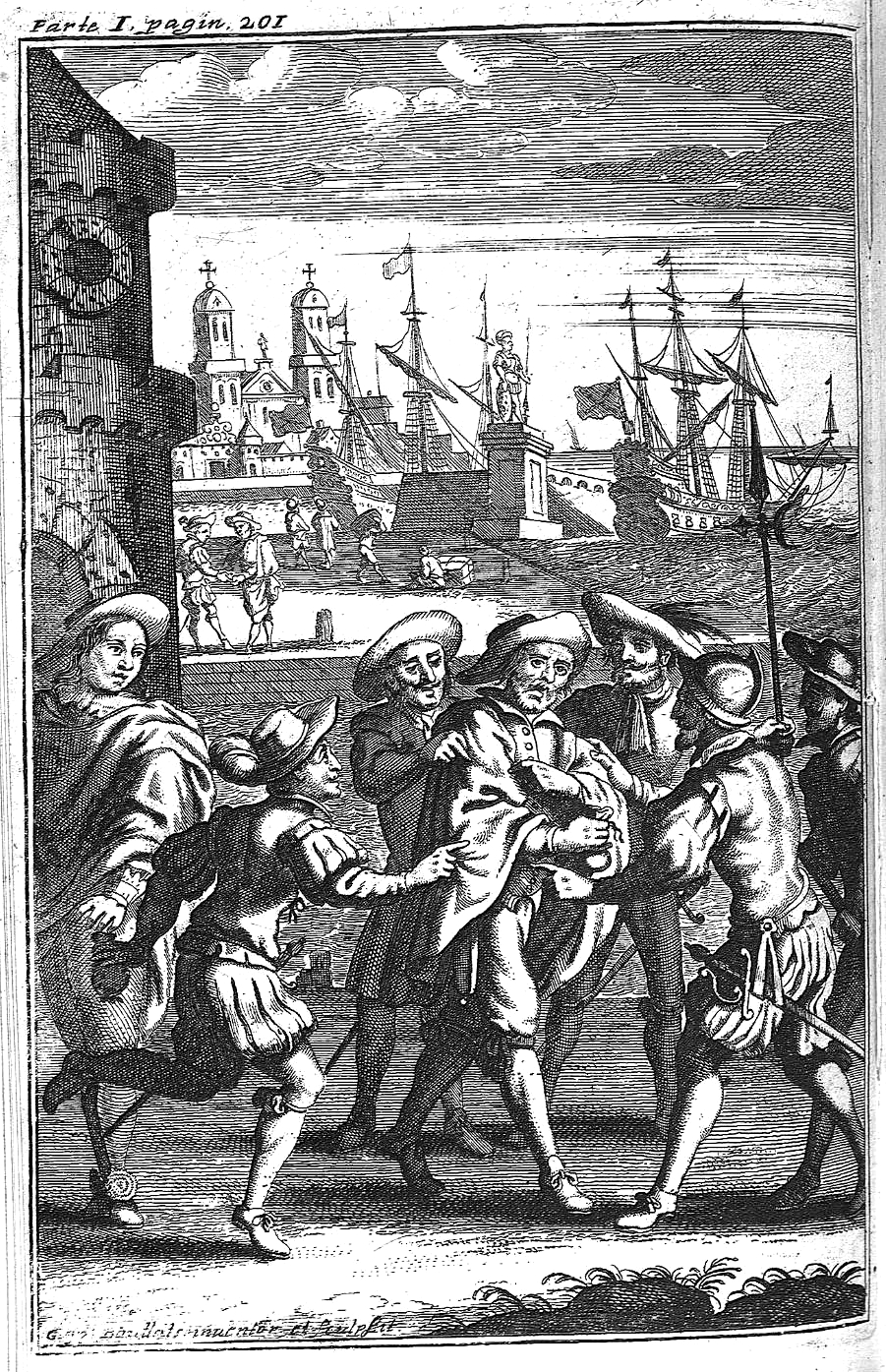
Иллюстрация к «Гусману»

Первой классической пикареской стала анонимная повесть «Ласарильо с Тормеса» (1554), рассказывающая о жизни бедного, но хитрого слуги. В ней проявляются «канонические» признаки испанского плутовского романа: повествование от первого лица, простота композиции, сочетание трагического и комического, внимание к «низким» сторонам жизни.
Другое известное произведение в этом жанре — «Гусман де Альфараче» Матео Алемана (1599), в котором заметен переход от ренессансных норм к барочным. Сервантес выводит пикаро на театральные подмостки, причём избирает жанр духовной драмы: в его «Блаженном прощелыге» (1598) герой становится монахом. По мнению Н. И. Балашова, образ плута помогает Сервантесу в игровой и отчасти иронической форме решать важные религиозно-философские вопросы. Франсиско Кеведо в «Доне Паблосе» (опубл. 1626) отходит от узкосоциальной трактовки образа пикаро и выражает идею разочарования во всём человеческом обществе.
Среди менее известных авторов плутовских романов — Алонсо Херонимо де Салас Барбадильо, Висенте Эспинель, Антонио Энрикес Гомес и др.

## Влияние

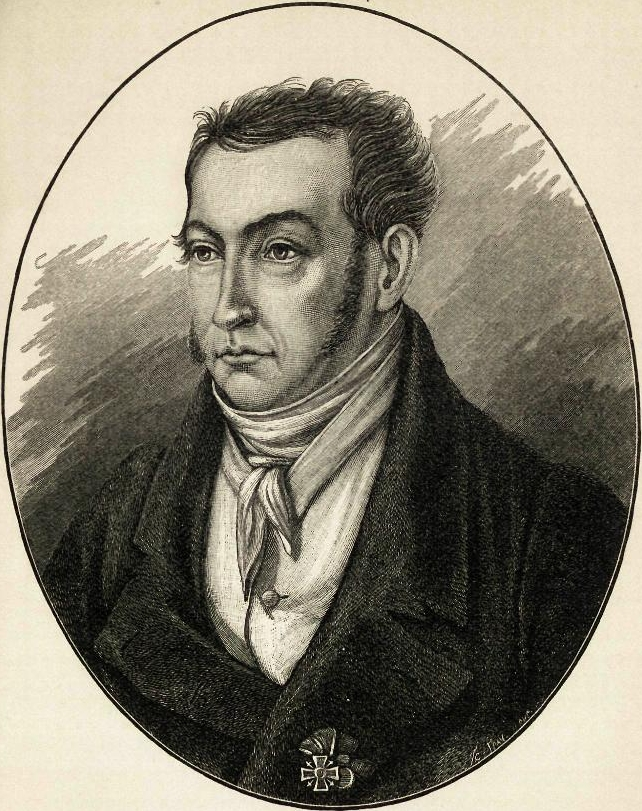
Василий Нарежный

Уже в XVII в. испанские плутовские романы начали оказывать влияние на литературу сопредельных стран. В Южной Италии аналогом пикаро стали лаццарони — представители городских низов, связанные с «демократическим барокко». Свои пикарески появились и в голландской литературе, но в Нидерландах бродяжничество не приобрело большого размаха, что наложило отпечаток и на эти произведения, основанные на буржуазных ценностях.
В XVIII веке образ пикаро развил французский писатель А. Р. Лесаж, автор романа «Жиль Блаз». Его бродяга существенно изменился по сравнению с испанскими предшественниками, так как нашёл в себе силы противостоять судьбе и общественной среде. Это придаёт произведению Лесажа оптимизм, которого были лишены авторы классических пикаресок. Черты «плутихи» имеет и Манон Леско из знаменитого романа Прево.
К XIX в. относится творчество испанского поэта-романтика Х. де Эспронседы. В поэме «Мир-дьявол» герой окунается в ту же атмосферу, что и традиционные плуты, но автор подчёркивает несходство социального и духовного облика персонажа. Другой романтик того времени, бразильский писатель М. А. де Алмейда, также переосмысляет традицию пикарески: в романе «Жизнь Леонардо» быт улицы принимает оптимистически-карнавальный колорит.
В русской литературе воздействие испанского плутовского романа ощущается в творчестве Михаила Чулкова («Сказка о рождении тафтяной мушки»), Нарежного («Российский Жилблаз», «Чёрный год», «Бурсак»), Булгарина («Иван Выжигин»). Через Лесажа и Нарежного традиции пикарески переходят к Николаю Некрасову («Жизнь и похождения Тихона Тростникова»), а через Прево — к Достоевскому («Игрок»). С пикаро ассоциируют и персонажей русской литературы XX—XXI вв., таких как Незнайка, Иван Чонкин или герои Леонида Юзефовича.